# Амурска државна медицинска академија
Амурска државна медицинска академија (АДМА) је совјетска и руска високoобразовна медицинска  установа, основана 1. августа 1952. године, прво као Благовјешченски државни медицинског института (БДМИ), који је 1995. године  трансформисан у Амурску државну медицинску академију (АДМА).
Амурска државна медицинска академија времено  је постала један од најбољих медицинских универзитета у Руској Федерацији.
Годишње се на факултету школује више од 1.500 лекара по програмима усавршавања и стручне преквалификације. Сертификација специјалиста се спроводи у свим клиничким и превентивним медицинским специјалностима.

## Историја
Када је након Другог свестког рата дошло је до повећаног прилива становништва  на Далеки исток Русије, међу досељеницима су били дипломци многих водећих универзитета у Совјетском Савезу.Да би разрешили проблем школовања медицинског кадра на овој територији 1947. године Савет министара СССР-а и Министарство здравља РСФСР-а покренули су питање организовања и оснивања медицинског института у Благовешченску. Како је, пре свега, био неопходан медицински институт као клиничка база, у децембру 1948. године Савет министара СССР-а усвојио је резолуцију о почетку пројектантско-истражних радова на Амурској регионалној болници (сада Амурској обласној дечјој болница). Изградња зграде института која је започела  током 1949. године, окончана је 1952. године  свечаним отварањем овог објекта. Те године започела је  изградња стандардног хостела (окончана 1953) и образовне зграде (окончана 1954).
Након што је 23. јуна 1952. године издат декрет Савета министара СССР о организовању 1. августа 1952. године у Благовјешченску на Амуру  почео је са радом Благовјешченски државни медицинског института (БДМИ) са годишњим пријемом на школовање 200 студената. Савет министара РСФСР, као вршилац дужности директората, припремио је наставну базу пријемом првих наставника и надгледао пријем првих студената.
Борис Николајевич Анфимов постао је први ректор (директор) БДМИ. Овај ванредни професор (кандидат медицинских наука, анатом, пре него што се преселио у Благовјешченску област, руководио је Одељењем за нормалну анатомију Медицинског института Горког, и помогао многим медицинским универзитетима широм земље), формирао је базу новог медицинског института (намештај, уџбенике, визуелна помагала, лабораторијски прибор, итд.).
Године 1996. универзитет је трансформисан у Амурску државну медицинску академију и примљен у Асоцијацију европских медицинских школа, што је омогућило да се обука лекара изједначи са европским стандардима.  

## Образовне активности
У Амурској државној медицинској академији лекари се данас обучавају  у 30 области (специјалности) из:
- Опште медицине (са Катедрама за болничку терапију са смером фтизиопулмологије, Катедром за акушерство и гинекологију, Катедром за болничку хирургију са смером дечја хирургија.

- Педијатрије  (Катедра везана за педијатријски факултет је одсек за педијатрију, такође дипломске одељења су одсек за акушерство и гинекологију, одсек за болничку хирургију са смером дечје хирургије, одсек за инфективне болести са епидемиологијом. и дерматовенерологије.)

За лица са средњим (потпуним) општим образовањем, рокови за савладавање основног образовног програма за оспособљавање лекара су 6 година у редовном школовању.  Дописни облик образовања није предвиђен. 
Од 2000. године у Амурској државној медицинској академији отворен је центар НПЛЦ "Породични лекар", који има лиценцу за обављање медицинске делатности. Извори финансирања Центра су средства обавезног здравственог осигурања и добровољног здравственог осигурања, као и ванбуџетска средства кроз пружање плаћених медицинских услуга становништву. Центар пружа примарну здравствену заштиту по програму ВХИ у складу са уговорима са осигуравајућим друштвима, по уговорима са предузећима, плаћену консултативну медицинску помоћ, прелиминарне и периодичне лекарске прегледе. Центар од 2012. године пружа медицинску помоћ становништву по програму ЦХИ.

## Кадрови
Медицинским факултетом руководи ванредни професор Катедре за акушерство и гинекологију И. В. Жуковетс. 
Декан Педијатријског факултета  је ванредни професор Катедре за факултетску терапију В. И. Павленко.
У Амурској државној медицинској академији раде 42 доктора медицинских наука, 27 професора, 58 ванредних професора, 142 кандидата медицинских наука, 22 заслужна доктора Руске Федерације.

### Инфраструктура и услуге Академије
Амурска државна медицинска академија у свом саставу има:
- четири образовне зграде (укупне површине 21.675 м²),
- библиотеку,
- музеј,
- осам хостела,
- кантину,
- интернет салу,
- спортско-рекреативни камп  (Медицина, студентски клуб Родник, три спортске сале и атлетску салу).

Године 1974. на универзитету је основан кардиохируршки центар (од 2012. године - кардиохируршка клиника), која се бави хируршким лечењем урођених и стечених срчаних мана и магистралних крвних судова у условима примен кардиопулмоналног бајпаса, хипотермије, као и коришћењем затворених техника, имплантацијом пејсмејкера и лечењем тахиаритмија примном радиофреквентне аблације.
На универзитету је 2000. гоодине отворен научни и практични медицински центар "Породични доктор", који пружа примарну здравствену заштиту по програму ВХИ у складу са уговорима са осигуравајућим друштвима, и предузећима уз плаћену консултативну медицинску помоћ, прелиминарне и периодичне лекарске прегледе.
Рад се одвија у Централној научноистраживачкој лабораторији и клиничким базама.
Научно одељење академије је централна истраживачка лабораторија. Основни циљ лабораторије је:
- проучавање механизама адаптације организма,
- развој метода и опреме за дијагностику и лечење болести које су најчешће у региону Далеког истока.

У Амурској државној медицинској академији постоји пет научних школа које раде у следећим областима:
- прилагођавање човека различитим географским, климатским и производним условима;
- физиологија и патологија кардиоваскуларног система;
- патологија респираторног система;
- научне основе здравствене заштите жене, мајке, фетуса, новорођенчета;
- хирургија болести и повреда органа и система.

У Амурској државној медицинској академији стално раде Комисија и Центар за унапређење запошљавања студената и запошљавање дипломаца. Студенти добијају информације о регулаторном оквиру потребних докумената за накнадно запошљавање. У завршној фази одржава се завршни састанак комисије за помоћ при запошљавању на позив начелника градског и регионалног здравства, главних лекара медицинских организација Амурске области и других региона Далеког истока.